# Diseño empático

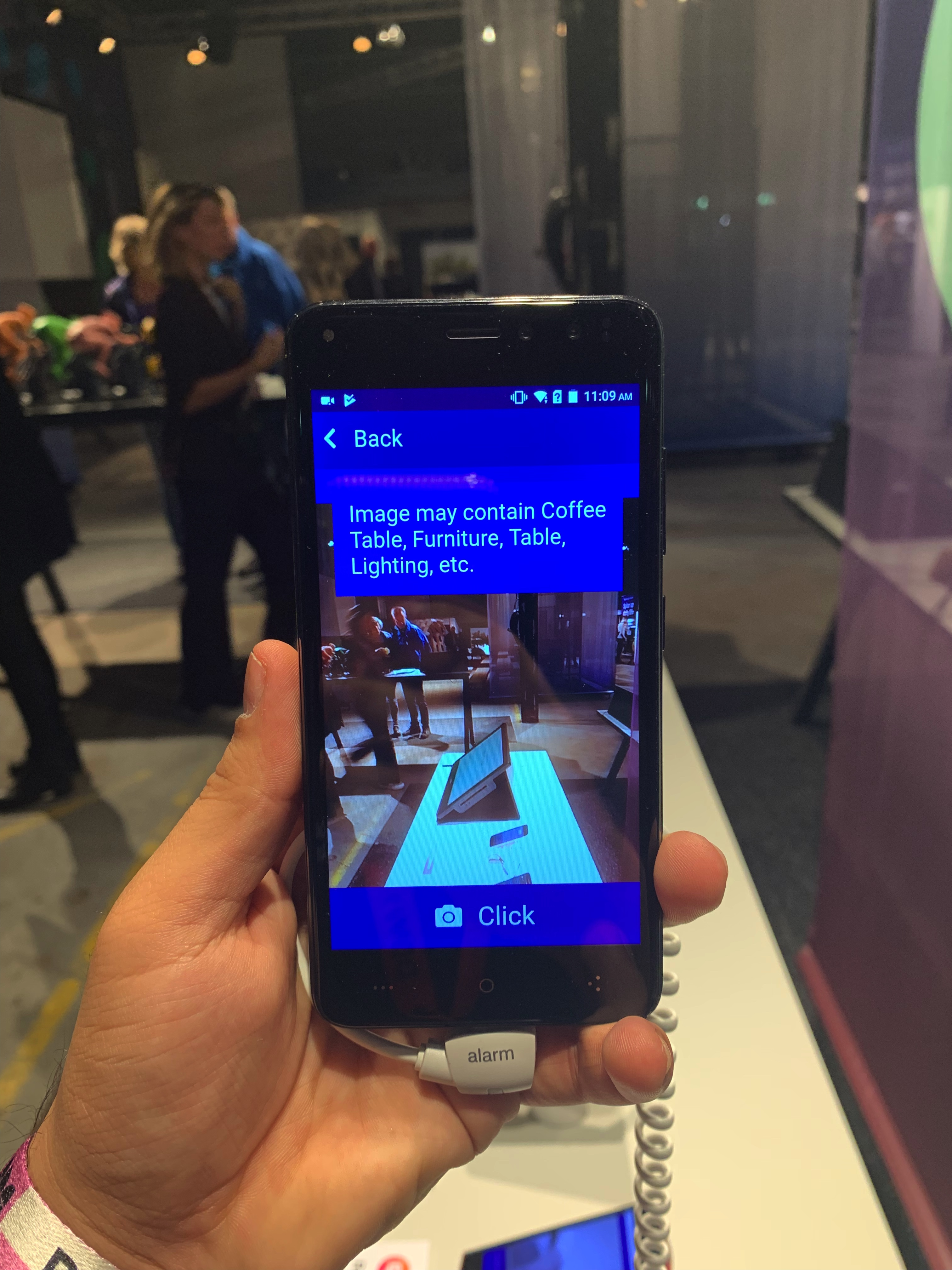
La aplicación «Visib11y» de la empresa Oswald Labs permite describir las imágenes capturadas por la cámara de un teléfono móvil a personas con discapacidad visual.

El  diseño empático es una aproximación del diseño centrado en el usuario enfocado en los sentimientos del usuario hacia un producto. El proceso del diseño empático es, a veces, erróneamente relacionado con el diseño simpático.

## Características del diseño empático
La base de diseño empático es la observación y el objetivo es identificar las necesidades latentes del cliente, a fin de crear productos que los clientes ni siquiera saben que desean o, en algunos casos, las soluciones que los clientes tienen dificultades para imaginar debido a la falta de familiaridad con el posibilidades que ofrecen las nuevas tecnologías o porque están encerrados en un viejo modo de pensar. El diseño empático se basa en la observación de los consumidores en lugar de la tradicional investigación de mercado que se basa en la investigación de los consumidores con la intención de evitar posibles brechas en las encuestas y preguntas, y minimiza la posibilidad de que los consumidores proporcionen información falsa. Las observaciones se llevan a cabo por un pequeño equipo de especialistas, como ingenieros, expertos en factores humanos y diseñadores. Cada especialista documenta sus observaciones y las sesiones se graban en vídeo para capturar las interacciones sutiles como el lenguaje corporal y las expresiones faciales.
Las necesidades no articuladas de los usuarios que pasan a través de un proceso de aguda observación e interpretación, a menudo conduce a un progreso en los productos de diseño. Deszca et al. sostiene que las fuerzas del mercado y las presiones competitivas en el acelerado mundo de hoy en día están aumentando la importancia de la innovación de productos como fuente de ventaja competitiva. Argumentan que en las técnicas de diseño de empatía, los usuarios están casi tan involucrados en el diseño de productos como los diseñadores e ingenieros. Por lo tanto, estas técnicas, cuando se utilizan con eficacia, pueden lograr diseños de vanguardia en los ciclos de desarrollo de productos potencialmente más cortos. Para conseguirlo, advierten que el grupo de observación debe consistir en varios otros expertos, que simplemente diseñadores e ingenieros, como: antropólogos y/o etnógrafos entrenados.
La investigación de Von Hippel apoya firmemente la teoría de que los clientes o los propios usuarios son la fuente de gran parte de la innovación. El diseño empático mediante la observación de campo puede revelar oportunidades para comercializar innovaciones en usuarios ya existentes para mejorar los productos.

## El proceso del diseño empático
Leonard y Rayport establecen cinco pasos del diseño empático:
1. Observación
2. Recolección de datos
3. Reflexión y análisis
4. Lluvia de ideas
5. Desarrollo de prototipos

Los prototipos, simulación y juegos de rol son otras formas de los procesos de aprendizaje, por lo general se utilizan para recopilar comentarios de los clientes sobre los diseños que se han desarrollado en base de un diseño empático.
Una de los principales líderes del diseño empático es la empresa de diseño IDEO. Esta empresa cree que "ver y escuchar las cosas con nuestros propios ojos y oídos es el primer paso, fundamental en la creación de un producto innovador"; IDEO se refiere a esto como "factores humanos " o "inspiración humana " y afirma que "La innovación comienza con un ojo", y en su experiencia una vez que se empieza a observar cuidadosamente, todo tipo de ideas y oportunidades pueden aparecer. IDEO incluye rutinariamente el diseño empático en sus proyectos y una lista de los pasos clave para su método son:
- Entender el mercado, al cliente, tecnología y ciertas restricciones.
- Observar a la gente en la vida diaria para encontrar que les molesta, incomoda, confundo, gusta, odia, cuales son sus necesidades latentes que no están siendo atendidas por los productos y servicios existentes.
- Visualizar con nuevos conceptos.
- Evaluar y refinar el prototipo.
- Implementar un nuevo concepto de comercialización.

El modelo de empatía puede ser utilizado para simular pérdidas sensoriales relacionadas con la edad para dar a los diseñadores la experiencia personal de cómo su producto funcionaría en esas circunstancias. Un ejemplo es cómo los diseñadores en una comunidad de jubilados utilizaron herramientas de empatía, como anteojos que redujeron su visión y guantes que limitaban su agarre y fuerza. Suri  et al. escribe sobre otro método de diseño empático, involucrando a los diseñadores y como cubrir la pérdida de visión en los usuarios. A continuación,  el diseñador tenía la obligación de utilizar señales no visuales para aprender acerca de un producto en un ambiente oscuro.
Desde su introducción, las técnicas de diseño empáticas para nuevos productos fueron adoptadas inicialmente por la industria de fabricación de productos vehiculares y de electrónica. Sin embargo, las técnicas se han utilizado con éxito por varias otras organizaciones para el diseño de productos innovadores. Mientras que los cinco pasos antes mencionados están en la base de proceso, varias otras técnicas se utilizan en combinación con estos cinco pasos.
Un estudio realizado en Reino Unido basado en textiles, Tencel Limited, por Lofthouse et al., indica que el uso del modelo de Kano en combinación con el primer paso de la observación del usuario ha conducido a la comprensión de nuevos conocimientos en la forma en que los clientes perciben la fibra de Tencel, y permitió al equipo de desarrollo "caminar en los zapatos " del usuario final. El modelo Kano ofreció una idea cuyos atributos del producto eran percibidos como importantes para los clientes. Los cuestionarios utilizados para recabar información de los usuarios, una parte importante del modelo de Kano, fueron utilizados en varios grupos focales conformados por clientes objetivo y equipos de diseño multidisciplinarios. Estos grupos focales realizaron el proceso en tres pasos: captura de datos, reflexión y análisis y la lluvia de ideas. Al hacerlo, desarrollaron un "diagrama de viaje" para registrar las actividades que estos grupos definieron como necesarias para conducir el proyecto hacia su objetivo final.
Jääskö y Mattelmäki han estudiado técnicas de diseño centrado en el usuario, como el diseño empático a través de estudios de casos en los que se encuentran un amplio uso de las técnicas de diseño de empatía en el desarrollo de instrumentos de monitorización de pacientes innovadores en hospitales Datex - Ohmeda. Datex - Ohmeda utiliza una nueva técnica llamada "sondeo" en combinación con la observación de la recopilación de datos instrumentales, visuales y empáticos de "ajustes sensibles" - es decir, situaciones y lugares en los que el equipo de diseño no tenía acceso o el acceso era sólo temporal. El proceso de sondeo se sirvió de herramientas como diarios, cámaras y tarjetas ilustradas con preguntas abiertas y tareas para la documentación de rutinas, acciones y necesidades en diferentes situaciones.
Brandt y Grunnet han estudiado el uso de accesorios como herramientas en el proceso de diseño empático para generar colaboración y explorar ideas innovadoras de diseño. Ellos argumentan que el uso de apoyos puede ayudar a atraer a los usuarios de manera más directa en el proceso de diseño, especialmente durante la etapa de simulación de prototipos.

## Ejemplos en la práctica
Los siguientes ejemplos muestran casos en los que el diseño empático se aplicó al nuevo proceso de desarrollo de productos con éxito.
- Design Continuum de Milán, Italia, diseñó una serie de biberones con datos recopilados por un equipo de diseñadores sobre las necesidades de los usuarios mediante la observación de los niños en las guarderías y el estar inmersos en las casas de algunas madres primerizas.[14]
- La empresa Datex-Ohmeda usó el diseño empático (incluyendo el uso de los diarios de los usuarios, las cámaras y la observación a corto plazo en situaciones críticas) para ayudar en la mejora de los productos ofrecidos a los enfermeros en la industria del cuidado de la salud.[12]
- Polar Electro Oy, un fabricante de monitores de ritmo cardíaco, utiliza los principios de diseño de empatía para observar y grabar las interacciones de los usuarios con su producto. Los datos resultantes regresan a la organización de diseño para influir en futuros diseños y desarrollo de productos.[5]
- Tencel LTD, fabricante textil en el Reino Unido, utilizó técnicas de diseño empáticas para recabar información sobre su línea actual de productos, entender los rasgos positivos y negativos, y determinar áreas de mejora inmediata.[11]
- IDEO Inc., una compañía de servicios de diseño de base amplia, es muy conocido por su trabajo de diseño empático y de intercambio de ideas como su metodología de diseño principales. La mayoría de los productos diseñados por IDEO incorporan algunas características sobre la base de los resultados de una experiencia de diseño empático[9]